# Britain's Brainiest Kid
Britain's Brainiest Kid (в переводе с англ. — «Самый умный ребёнок Британии») — телеигра эрудиционно-развлекательного характера компании «Celador». Транслировалась на канале ITV с 9 августа 2001 до конца 2002 года. Ведущими являлись Кэрол Вордерман и Тэсс Дэйли.

## Правила игры
Игра проходит в три раунда:
- В первом раунде задаётся 12 вопросов 6 игрокам: 3 мальчикам и 3 девочкам. Игроки дают ответы за 5 секунд. Основная задача — набрать как можно больше правильных ответов. В дополнительном конкурсе даётся 4 слова, которые нужно соотнести 4-м категориям.
- Во втором раунде количество участников удваивается. Каждый из 12 участников выбирает свою тему и отвечает на вопросы ведущей за 1 минуту. Всего в одной категории может быть задано до 25 вопросов в течение минуты, и соответственно игрок за два круга может набрать 50 баллов. В этом туре важна быстрота реакции при ответе на вопрос. После ответов на первый круг, в первой части и в самом конце второго круга на экран выводится турнирная таблица. В финал проходит трое игроков, набравших больше всего баллов. Если невозможно определить тройку лидеров, например, несколько игроков делят одно выводящее в финал место, между данными игроками проводится дополнительный конкурс, такой же, как в первом раунде.
- В финальном раунде «дешифровщик» определяет порядок следования игроков в третьем туре. Первым отвечает игрок за красным пультом, вторым — игрок за жёлтым пультом, третьим — игрок за синим пультом. Из 36 ячеек игрок выбирает себе спецтему. Клетки с вопросами по этой теме окрашены в цвет пульта игрока (красный, жёлтый или синий). Также существует категория «Общие вопросы» (клетки этой темы окрашены в серебристый цвет). При правильном ответе на вопрос темы «Общие вопросы», своей темы или темы соперника игрок получает 1, 2 или 3 балла соответственно. Всего задаётся по 9 вопросов каждому игроку. Время на ответ — 10 секунд. Игрок с максимальным количеством очков выигрывает. После третьего, шестого и девятого кругов на экран выводится турнирная таблица. Игра может быть завершена досрочно, если лидера даже теоретически никто не имеет возможности обойти. Если после 9-ти кругов вопросов один лидер не определился, вопросы продолжают задаваться до тех пор, пока на табло остаются вопросы. Если и в этом случае победитель не выявлен, проводится дополнительный конкурс.

## Победители
- Победителем регулярного чемпионата является Лора Хибберт из Северного Йоркшира, обладающая знаниями о биографии писателя Чарльза Диккенса.
- Победителем спецпроектов 2002 года является Кристофер Герин из Бирмингема, обладающий знаниями о биографии Томаса Бекета.

## Локальные версии
Цветовые обозначения:      Оригинальная версия        Действующая        Закрыта        Планируемая  
| Страна                               | Название                             | Ведущие                                   | Канал               | Трансляция                                                                              | Статус      |
| ------------------------------------ | ------------------------------------ | ----------------------------------------- | ------------------- | --------------------------------------------------------------------------------------- | ----------- |
| Армения                              | Ամենախելացին                         | Назени Ованнисян                          | Armenia TV          | 14 марта 2015 — 24 декабря 2017                                                         | Закрыта     |
| Армения                              | Ամենախելացին                         | Назени Ованнисян                          | Armenia TV          | 17 марта 2019 — 22 июня 2019                                                            | Закрыта     |
| Австралия                            | Australia's Brainiest                | Анна Корен (2004) Сэмюэл Шаэд             | Seven Network       | 5 ноября 2004 — 2006                                                                    | Закрыта     |
| Австралия                            | Australia's Brainiest                | Сандра Салли (2005—2006) Сэмюэл Шаэд      | Network Ten         | 5 ноября 2004 — 2006                                                                    | Закрыта     |
| Азербайджан                          | Əlaçı                                | Лейла Алиева (2015—2018)                  | AzTV                | 19 октября 2015 — настоящее время                                                       | Действующая |
| Азербайджан                          | Əlaçı                                | Илахе Шихлинская (2018 — настоящее время) | AzTV                | 19 октября 2015 — настоящее время                                                       | Действующая |
| Азербайджан                          | Əlaçı                                | AzTV                                      |                     | 19 октября 2015 — настоящее время                                                       | Действующая |
| Азербайджан                          | Əlaçı                                | İctimai Television                        |                     | 19 октября 2015 — настоящее время                                                       | Действующая |
| Бельгия (На голландском языке)       | Het Verstand Van Vlaanderen          | Коэн Уотерс (2004—2005)                   | Vtm                 | 2004—2008                                                                               | Закрыта     |
| Бельгия (На голландском языке)       | Het Verstand Van Vlaanderen          | Рани Де Конинк (2006—2008)                | Vtm                 | 2004—2008                                                                               | Закрыта     |
| Бельгия (На французском языке)       | Le Grand Concours                    | Ален Саймонс                              | RTL-TVI             | 23 марта 2002                                                                           | Закрыта     |
| Бельгия (На французском языке)       | Le Grand Concours                    | Сандрин Данс                              | RTL-TVI             | 23 марта 2002                                                                           | Закрыта     |
| Дания                                | Danmarks Klogeste Barn               | Томас Майгинд                             | TV Danmark          | 31 августа 2005                                                                         | Закрыта     |
| Франция                              | Le Grand Concours                    | Кэрол Руссо (2002—2018)                   | TF1                 | 23 марта 2002 — настоящее время                                                         | Действующая |
| Франция                              | Le Grand Concours                    | Лоуренс Бокколини (2018–2020)             | TF1                 | 23 марта 2002 — настоящее время                                                         | Действующая |
| Франция                              | Le Grand Concours                    | Алессандра Сюбле (2021—2022)              | TF1                 | 23 марта 2002 — настоящее время                                                         | Действующая |
| Франция                              | Le Grand Concours                    | Артур (2022 — настоящее время)            | TF1                 | 23 марта 2002 — настоящее время                                                         | Действующая |
| Финляндия                            | Valiojoukko                          | Сату Марианна Паури                       | MTV3                | 11 сентября — 18 декабря 2004                                                           | Закрыта     |
| Грузия                               | ყველაზე ჭკვიანი                      | Нино Хоштария                             | Rustavi 2           | 2004—2013                                                                               | Закрыта     |
| Германия                             | Deutschlands klügste                 | Соня Зиетлоу (2001—2003)                  | RTL Television      | 22 декабря 2001 — 2003                                                                  | Закрыта     |
| Германия                             | Deutschlands klügste                 | Барбел Шефер (2011)                       | RTL II              | 22 марта 2011                                                                           | Закрыта     |
| Греция                               | Ο Πιο Εξυπνος                        | Антонис Кафетзопулос                      | Mega Channel        | 26 января — май 2004                                                                    | Закрыта     |
| Италия                               | Il migliore - Sfida d'intelligenza   | Майк Бонджорно                            | Rete 4              | 4 мая 2006 — 24 мая 2007                                                                | Закрыта     |
| Япония                               | Brainiest (ブレイニスト)             | Йоко Ошита                                | TV Asahi            | 7 января 2012                                                                           | Закрыта     |
| Ливан                                | مين بيعرف                            | Надя Бсат                                 | mtv                 | 15 марта 2016 — настоящее время                                                         | Действующая |
| Новая Зеландия                       | New Zealand's Brainiest Kid          | Бернади́н О́ливер-Ке́рби                     | TVNZ                | Февраль — Март 2006                                                                     | Закрыта     |
| Польша                               | Dzieciaki z klasą                    | Мартина Войцеховская                      | TVN                 | 29 марта — 7 июня 2004                                                                  | Закрыта     |
| Польша                               | Dzieciaki z klasą                    | Мартина Войцеховская                      | TVN                 | 6 марта — 5 июня 2005                                                                   | Закрыта     |
| Португалия                           | Mentes Brilhantes                    | Барбара Гимарайнш                         | SIC                 | 6 октября 2002 — 17 ноября 2002                                                         | Закрыта     |
| Россия                               | Самый умный                          | Тина Канделаки                            | СТС                 | 8 марта 2003 — 31 декабря 2012                                                          | Закрыта     |
| Россия                               | Умнее всех                           | Тина Канделаки                            | Пятница!            | 21 марта 2023 — настоящее время                                                         | Действующая |
| Сингапур                             | Singapore's Brainiest                | Шерил Фокс                                | MediaCorp Channel 5 | 2003—2005                                                                               | Закрыта     |
| Швеция                               | Sveriges smartaste barn              | София Вистам (2007)                       | TV3                 | 2007                                                                                    | Закрыта     |
| Швеция                               | Sveriges smartaste barn              | Роджер Норрингтон (2009)                  | TV3                 | 2009                                                                                    | Закрыта     |
| Турция                               | Bilen Parmak Kaldırsın               | Джемиль Бююкдогерли                       | TRT Çocuk           | 20 марта 2009                                                                           | Закрыта     |
| Украина                              | Найрозумніший Дорослі ігри           | Павел Скороходько                         | 1+1                 | 24 августа — 28 декабря 2008                                                            | Закрыта     |
| Украина                              | Самый умный                          | Тина Канделаки                            | 1+1                 | 8 марта 2003 — 31 декабря 2012                                                          | Закрыта     |
| Украина                              | Самый умный                          | Тина Канделаки                            | Интер               | 8 марта 2003 — 31 декабря 2012                                                          | Закрыта     |
| Украина                              | Самый умный                          | Людмила Добровольская                     | Украина             | 10 марта 2013 — 17 июня 2013                                                            | Закрыта     |
| Великобритания (Оригинальная версия) | Britain’s Brainiest Kid              | Кэрол Вордерман                           | ITV                 | 9 августа 2001 — 2002                                                                   | Закрыта     |
| Великобритания (Оригинальная версия) | Britain’s Brainiest Kid              | Тэсс Дэйли                                | ITV                 | 9 августа 2001 — 2002                                                                   | Закрыта     |
| Вьетнам (Международная версия)       | Chinh phục - Vietnam's Brainiest Kid |                                           | VTV6                | 4 декабря 2013 — 14 января 2015 (1—2 сезоны) 25 октября 2017 — 31 января 2018 (3 сезон) | Закрыта     |
| Вьетнам (Международная версия)       | Chinh phục - Vietnam's Brainiest Kid | VTV3                                      |                     | 4 декабря 2013 — 14 января 2015 (1—2 сезоны) 25 октября 2017 — 31 января 2018 (3 сезон) | Закрыта     |
| Вьетнам (Версия для Южных городов)   | Tìm người thông minh                 | Фуонг Тхао                                | HTV7                | 1 марта — сентябрь 2008                                                                 | Закрыта     |